# Gaston Féry

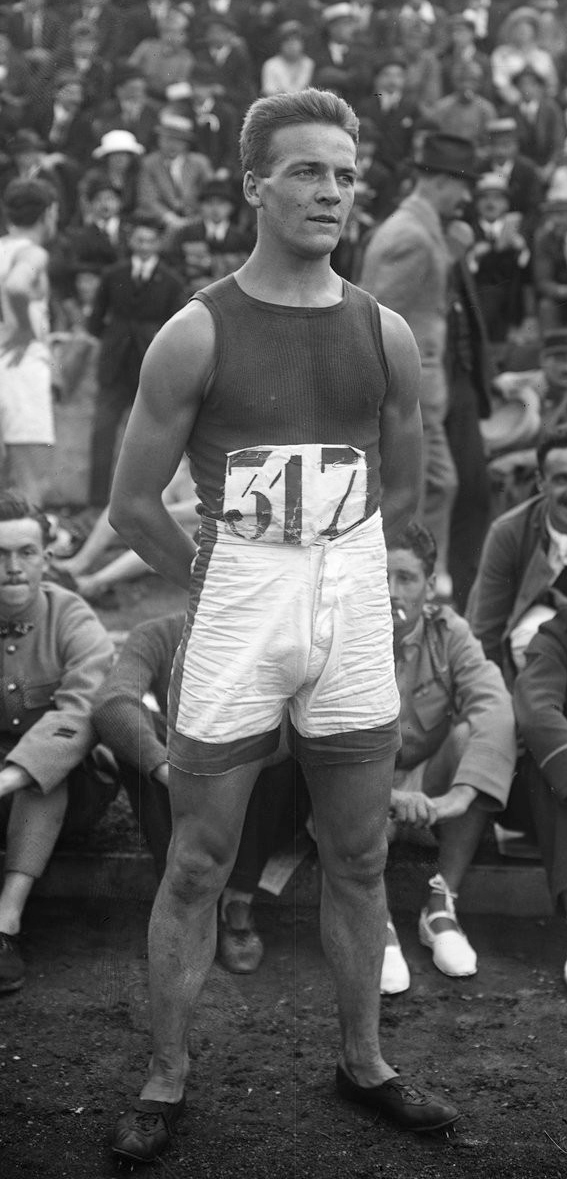
Gaston Féry, 1920

Gaston Féry (* 24. April 1900 in Longwy; † 29. November 1985 in Paimpol) war ein französischer Sprinter, der sich auf den 400-Meter-Lauf spezialisiert hatte.
Bei den Olympischen Spielen 1920 in Antwerpen gewann er mit der französischen Mannschaft Bronze in der 4-mal-400-Meter-Staffel und erreichte im Einzelwettbewerb das Halbfinale. 1924 kam er bei den Olympischen Spielen in Paris in der Staffel auf den fünften Platz und schied über 400 m im Viertelfinale aus.
Von 1919 bis 1924 wurde er sechsmal in Folge nationaler Meister über 400 m, zuletzt mit seiner persönlichen Bestzeit von 49,6 s.